# Conquest (zespół muzyczny)
Conquest to zespół muzyczny z Ukrainy grający power metal, założony w 1996 w Charkowie jako projekt solowy W. Angela pod wpływem klasycznego hard rocka.

## Członkowie zespołu
- Jenick D. Lenkoff – śpiew
- W. Angel – gitara, śpiew
- Alexander Zakharov – gitara, śpiew
- Alexander Kovalevsky – gitara basowa
- Sergei Balalajev – perkusja

### Byli członkowie
- Ivan Goncharenko – śpiew, gitara

## Dyskografia
- Endless Power (Oriana Music) (2002)
- Frozen Sky (2005)
- Empire (album Conquest) (Metalism Records)[1] (2009)